# Donald Moffat
Donald Moffat (Plymouth, 1930. december 26. – Sleepy Hollow, New York, 2018. december 20.) angliai születésű amerikai színész.

## Fontosabb filmjei

### Mozifilmek
- A River Plate-i csata (The Battle of the River Plate) (1956)
- Rachel, Rachel (1968)
- R. P. M. (1970)
- Banditák a jenkik földjén (The Great Northfield Minnesota Raid) (1972)
- Életünk legszebb napja (The Trial of the Catonsville Nine) (1972)
- Hagyj futni, testvér! (Showdown) (1973)
- Az átprogramozott ember (The Terminal Man) (1974)
- Földrengés (Earthquake) (1974)
- Land of No Return (1978)
- Promises in the Dark (1979)
- On the Nickel (1980)
- Ép test, ép lélek (HealtH) (1980)
- Popeye (1980)
- A fehér oroszlánok (The White Lions) (1981)
- A dolog (The Thing) (1982)
- Az igazak (The Right Stuff) (1983)
- Most kapd el, Jack! (The Best of Times) (1986)
- Monster in the Closet (1986)
- A lét elviselhetetlen könnyűsége (The Unbearable Lightness of Being) (1988)
- Messze északon (Far North) (1988)
- Music Box (1989)
- Hiúságok máglyája (The Bonfire of the Vanities) (1990)
- Személyes ügy (Class Action) (1991)
- Csak egy lövés (Regarding Henry) (1991)
- Jöttem, láttam, beköltöztem (Housesitter) (1992)
- Csalás és ámítás (Love, Cheat & Steal) (1993)
- Végveszélyben (Clear and Present Danger) (1994)
- A paradicsom foglyai (Trapped in Paradise) (1994)
- Esthajnalcsillag (The Evening Star) (1996)
- A szemünk fénye akció (A Smile Like Yours) (1997')
- The Sleep Room (1998)
- Cuki hagyatéka (Cookie's Fortune) (1999)
- Baseball-barátok (61*) (2001)

### Tv-filmek
- The Call of the Wild (1976)
- Exo-Man (1977)
- Eleanor and Franklin: The White House Years (1977)
- A szerelem ajándéka (The Gift of Love) (1978)
- The Word (1978)
- Idegenek (Strangers: The Story of a Mother and Daughter) (1979)
- Ebony, Ivory and Jade (1979)
- Szeressétek a gyermekeimet! (Who Will Love My Children?) (1983)
- Gyilkosság a toronyházban (Through Naked Eyes) (1983)
- Gyilkosságra felhatalmazva (License to Kill) (1984)
- Texas államalapítója (Houston: The Legend of Texas) (1986)
- A Bourne-rejtély (The Bourne Identity) (1988)
- Könnyű álmok ígérete (A Son's Promise) (1990)
- Babe Ruth (1991)

### Tv-sorozatok
- Night Gallery (1971, egy epizódban)
- Logan's Run (1977–1978, 14 epizódban)
- A farm, ahol élünk (Little House on the Prairie) (1978, egy epizódban)
- The Chisholms (1980, három epizódban)
- Dallas (1982–1983, három epizódban)
- Az elnök emberei (The West Wing) (2003, egy epizódban)
- Esküdt ellenségek: Az utolsó szó jogán (Law & Order: Trial by Jury) (2005)